# Параскев Пиперов
Параскев Пиперов е български книжовник, преводач, търговец.

## Биография
Роден в Свищов (според други източници в Русе). Търговец в Букурещ с контакти в Лайпциг и Одеса. Поддържа връзки с Емануил Васкидович, Иван Богоров и Найден Геров. Публикува стихотворението „Мили Българи“ (Цариградски вестник, Х, бр. 464, 1 януари 1860), посветено на Нова година.
Превежда от френски първата част от „Приключенията на Телемах“ от Фр. дьо Фенелон. Авторът е представен като класик.
Преводът е твърде точен и следва оригинала. Езикът, с който си служи П. Пиперов, е доста архаизиран, а и изкуствен – „славянобългарский“. С него също е потърсено някакво съответствие на високия статус на творбата. Това е и типичната преводаческа стратегия – вярност към оригинала, дори и за сметка на възприемането. Нерядко по-крайното придържане към тази стратегия пренебрегва факта, че за своите съвременници част от класическите творби са били понятни и лесни за възприемане творби.
Книгата има пространен ерудитски предговор, в който освен за автора и творбата, се говори и за интереса към тях по цяла Европа, предлага се и една заслужаваща внимание концепция за развитието на културата; въпреки че очевидно е заимствана, тя издава добрата осведоменост на преводача, а и поставя творбата в един ерудитски, престижен контекст. В предговора П. Пиперов първи в българската книжнина споменава големия английски писател Лорънс Стърн, който налага термина сантиментализъм, и цитира негова мисъл.

## Произведения
- Приключения Телемаха сина Одисееваго. Сочинение Фенелона францускаго списателя. Преведе ся от француский язик от П. Г. Пиперов и нине перво напечата ся иждивлением преводителя. Содержава се на четири части. Част перва. Във Виена, писмени Мелитарийского монастира, 1845.